# Tuanku Imam Bonjol

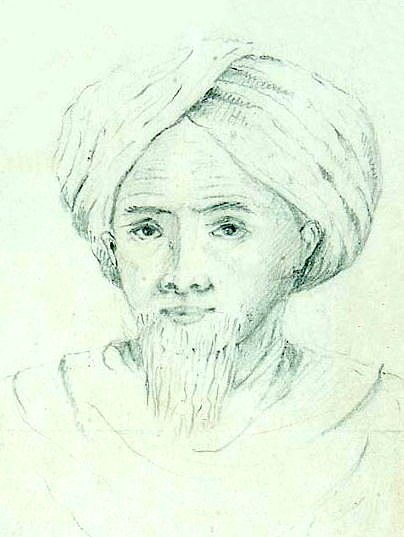
Tuanku Imam Bonjol

Tuanku Imam Bonjol (geb. 1772; gest. 6. November 1864) bzw. Muhammad Shahab war ein indonesischer Patriot und Freiheitskämpfer. Er kämpfte in Sumatra gegen die Niederländische Ostindien-Kompanie (Vereenigde Oostindische Compagnie; VOC).

## Leben
Imam Bonjol aus der Region Minangkabau war ein muslimischer indonesischer Führer des 19. Jahrhunderts im Kampf gegen die Niederländer. Imam Bonjol änderte die alten Bräuche in Bonjol, indem er den reinen Islam förderte. Imam Bonjol wurde er genannt, weil er die islamische Padri-Bewegung in der Bonjol-Region auf Sumatra organisierte. Als die Holländer in den 1820er Jahren in die Region eindrangen, führte er seine Anhänger im bewaffneten Kampf gegen die holländischen Kolonisatoren an. Als Bonjol 1837 fiel, wurde er verhaftet und ins Exil geschickt, wo er schließlich auf der Insel Sulawesi (Celebes) starb.

## Nationalheld

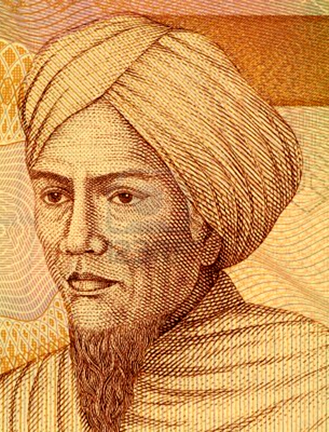
5.000-Rupiah-Schein (Ausschnitt)

Imam Bonjol wurde 1973 zu einem indonesischen Nationalhelden erklärt. Er ist auf dem 5000-Rupiah-Schein abgebildet.
Imam Bonjol und die Padri-Bewegung wurden von einigen Batak-Historikern und internationalen Quellen des Wahhabismus und der Durchführung von Verbrechen gegen das Volk der Batak beschuldigt. Einige Batak-Historiker vertraten die Ansicht, dass Imam Bonjol aufgrund seiner früheren Handlungen und seiner ideologischen Motive den Titel eines Nationalhelden nicht verdiene. Berichte aus der holländischen Kolonialzeit und Batak-Überlieferungen über die Berühmtheit von Imam Bonjols Bewegung haben fast ein Jahrhundert lang zu Diskussionen unter Experten über die Rolle von Imam Bonjol in der Vergangenheit geführt.